# سیارک ۳۷۷۸۸
سیارک ۳۷۷۸۸ (به انگلیسی: 37788 Suchan، نامگذاری:1997SK34) سی و هفت هزار و هفتصد و هشتاد و هشتمین سیارک کشف شده‌است که در ۲۵ سپتامبر ۱۹۹۷ کشف شد.